# Ескондидо (Калифорнија)
Ескондидо (енгл. Escondido) град је у америчкој савезној држави Калифорнија. По попису становништва из 2010. у њему је живело 143.911 становника.

## Демографија
Према попису становништва из 2010. у граду је живело 143.911 становника, што је 10.352 (7,8%) становника више него 2000. године.
|                   | 2010.            | 2000.            |
| Укупно            | 143 911 (100,0%) | 133 559 (100,0%) |
| Хиспаноамериканци | 70 326 (48,87%)  | 51 693 (38,70%)  |
| Белци             | 58 142 (40,40%)  | 69 305 (51,89%)  |
| Азијати           | 8 740 (6,073%)   | 5 957 (4,460%)   |
| Афроамериканци    | 3 585 (2,491%)   | 3 009 (2,253%)   |
| Остали            | 3 118 (2,167%)   | 3 595 (2,692%)   |